# Marco Antônio Petit
Marco Antônio Petit de Castro (sinh ngày 27 tháng 5 năm 1957) là nhà văn và nhà UFO học người Brasil.

## Tiểu sử
Marco Antonio Petit chào đời năm 1957 tại bang Rio de Janeiro, cũng là năm mà Liên Xô phóng vệ tinh nhân tạo đầu tiên vào không gian. Ông bắt đầu điều tra hiện tượng UFO vào năm 1975, mặc dù sở thích của ông đối với chủ đề này đã có từ thời thơ ấu. Nhiều tác phẩm viết về UFO của Petit đều được giới nghiên cứu UFO tán thưởng tại Đại hội UFO Quốc tế, với hơn 150 bài báo được nhiều tờ báo lớn trong nước trích dẫn, chưa kể nhiều chương trình truyền hình quan trọng nhất của Brasil còn phỏng vấn tác giả về chủ đề UFO nữa.
Trong số các hoạt động điều tra của tác giả có những trường hợp kinh điển trong lĩnh vực UFO học đối với quân đội Brasil như Operação Prato, Đêm biến động UFO và vụ sinh vật lạ ở Varginha, cho phép ông tiếp xúc với giới sĩ quan quân đội cấp cao. Ông còn chịu trách nhiệm tiến hành cuộc điều tra dân sự chính trong một khu vực có tỷ lệ UFO hoạt động nhiều nhất tại vùng núi Serra da Beleza thuộc bang Rio de Janeiro.
Petit từng làm cố vấn cho telenovela O Amor Está no Ar và chương trình Linha Direta, đảm nhận việc phỏng vấn nhiều chuyên gia UFO như Ademar José Gevaerd, biên tập viên tạp chí UFO và Đại tá Uyrangê Hollanda nhằm tìm hiểu kỹ hơn về biến cố Operação Prato.
Petit còn là thành viên sáng lập ra Ủy ban Nhà UFO học Brasil (Comissão Brasileira de Ufólogos, viết tắt CBU) và là một trong những người chịu trách nhiệm cho chiến dịch giải mật hồ sơ UFO tại Brasil mang tên "UFOs: Liberdade de Informação Já" (tạm dịch: UFO: Tự do Thông tin Hiện nay), nhằm buộc chính phủ Brasil phải công bố gần 4.000 trang tài liệu công khai về UFO cho giới nghiên cứu và công chúng tìm hiểu.
Petit từng đóng góp nhiều bài báo cho tạp chí Planeta (NXB Editora Três), Ufologia Nacional e Internacional, PSI-UFO, tiền thân của tạp chí UFO mà ông đóng vai trò là đồng biên tập cho đến tháng 12 năm 2018, khi ông quyết định rời bỏ ấn phẩm này, sau thời gian phụ trách chuyên mục xuất bản nhiều bài báo gồm đủ các lĩnh vực đa dạng nhất trong UFO học. 

## Tác phẩm
Marco Antonio Petit còn là tác giả của một số cuốn sách viết về UFO học, đề cập đến các khía cạnh khác nhau trong các cuộc điều tra của ông từ những câu hỏi về nguồn gốc ngoài Trái Đất của loài người, nghiên cứu các sự kiện UFO liên quan đến quân đội Brasil, đến mối liên hệ giữa hiện tượng UFO và tâm linh. Dưới đây bao gồm toàn bộ các tác phẩm của ông được in thành sách như sau: 
- Marco Antônio Petit – Os Discos Voadores e a Origem da Humanidade, NXB Editora do autor/Editora do Conhecimento, ấn hành năm 1990 và tái bản năm 2017.
- Marco Antônio Petit – Terra - Laboratório Biológico Extraterrestre, NXB Editora da Revista UFO, ấn hành năm 1998.
- Marco Antônio Petit – Contato Final: O Dia do Reencontro, NXB Editora do Conhecimento, ấn hành năm 2003.
- Marco Antônio Petit – UFOs – Espiritualidade e Reencarnação, NXB Editora do Conhecimento, ấn hành năm 2004.
- Marco Antônio Petit – OVNIs  Na Serra da Beleza, NXB Editora do Conhecimento, ấn hành năm 2006.
- Marco Antônio Petit – UFOs: Arquivo Confidencial - Um Mergulho na Ufologia Militar Brasileira, NXB Editora do Conhecimento, ấn hành năm 2007.
- Marco Antônio Petit – Marte - A Verdade Encoberta, NXB Editora do Conhecimento, ấn hành năm 2007 và tái bản năm 2012 .
- Marco Antônio Petit – Varginha - Toda a Verdade Revelada, NXB Editora da Revista UFO, ấn hành năm 2007 và tái bản năm 2014 .
- Marco Antônio Petit – Presença Alienígena na Lua, NXB Editora do Conhecimento, ấn hành năm 2007 và tái bản năm 2016 .
- Marco Antônio Petit – O Renascimento de um Guardião, NXB Editora do Conhecimento, ấn hành năm 2017.
- Marco Antônio Petit – UFOs, Data Limite e a Transição Planetária, NXB Editora do Conhecimento, ấn hành năm 2019.